# Bariole
Pour plus de détails, voir Fiche technique et Distribution.
Bariole est un film français réalisé par Benno Vigny, sorti en 1932.

## Synopsis
Le compositeur Bariole, altruiste et généreux, déplait fortement à ses confrères parce qu'il ne fait pas payer les leçons de chant qu'il donne. Et l'opérette qu'il a écrite doit être montée dans des conditions qu'il désapprouve. Tout cela le plonge dans une grande tristesse. Mais, alors qu'il est au fond de la dépression, il rencontre une femme qui va changer sa vie.

## Fiche technique
- Titre : Bariole
- Réalisation : Benno Vigny, coréalisation Max Reichmann
- Superviseur : Firmin Gémier[1]
- Scénario : Jean Clerval
- Photographie : Otto Kanturek
- Musique : Jane Bos
- Lyrics : Charles Trenet[2]. Chansons : Chantez, mon cœur ! ; Hélène ; Oh ! Mon maître ; Pourquoi (Pourquoi, ces p’tits trucs là) ; Sais-tu (Sais-tu qu’il existe sur terre ?) ; Viens (quitte ce soir cette vie).
- Production : Henri Ullmann
- Société de production : Compagnie du Cinéma
- Pays de production :  France
- Format : Noir et blanc - 35 mm - 1,37:1
- Genre : comédie musicale
- Durée : 84 minutes
- Date de sortie : octobre 1932

## Distribution
- Robert Burnier : Bariole
- Janine Crispin
- Jean Dunot
- Jacques Henley
- Germaine Roger
- Pierre Juvenet
- Henry-Laverne
- Henry Trévoux
- Paule Andral
- Pitouto
- Édith Manet
- Octave Berthier

## Appréciation
« Bariole, son unique mise en scène, a des qualités et un certain charme poétique, qu'une récente exhumation a révélés à des spectateurs surpris, qui ignoraient tout de Benno Vigny. »

— Claude Beylie, Philippe d'Hugues, Les Oubliés du cinéma français, Cerf, 1999